# Premier Padel 2025
Premier Padel 2025 es la 4.ª edición del circuito profesional de pádel Premier Padel. Esta edición tiene lugar a lo largo de 2025.
Es el segundo año de Premier Padel como principal circuito de pádel profesional a nivel mundial, habiendo desaparecido World Padel Tour tras la temporada 2023.

## Calendario
Major
     P1
     P2
     Tour Finals
| Torneo           | Ciudad            | País           | Fecha                               | web    |
| ---------------- | ----------------- | -------------- | ----------------------------------- | ------ |
| Riyadh Season P1 | Riad              | Arabia Saudita | 10 de febrero - 15 de febrero       | [ 3 ]  |
| Gijón P2         | Gijón             | España         | 24 de febrero - 2 de marzo          | [ 4 ]  |
| Cancún P2        | Cancún            | México         | 10 de marzo - 16 de marzo           | [ 5 ]  |
| Miami P1         | Miami             | Estados Unidos | 17 de marzo - 23 de marzo           | [ 6 ]  |
| Santiago P1      | Santiago de Chile | Chile          | 24 de marzo - 30 de marzo           | [ 7 ]  |
| Qatar Major      | Doha              | Catar          | 14 de abril - 19 de abril           | [ 8 ]  |
| Brussels P2      | Bruselas          | Bélgica        | 21 de abril - 27 de abril           | [ 9 ]  |
| Asunción P2      | Asunción          | Paraguay       | 19 de mayo - 25 de mayo             | [ 10 ] |
| Buenos Aires P1  | Buenos Aires      | Argentina      | 26 de mayo - 1 de junio             | [ 11 ] |
| Italy Major      | Roma              | Italia         | 9 de junio - 15 de junio            | [ 12 ] |
| Valladolid P2    | Valladolid        | España         | 23 de junio - 29 de junio           | [ 13 ] |
| Burdeos P2       | Burdeos           | Francia        | 30 de junio - 6 de julio            | [ 14 ] |
| Málaga P1        | Málaga            | España         | 14 de julio - 20 de julio           | [ 15 ] |
| Tarragona P1     | Tarragona         | España         | 28 de julio - 3 de agosto           | [ 16 ] |
| Madrid P1        | Madrid            | España         | 1 de septiembre - 7 de septiembre   | [ 17 ] |
| Paris Major      | París             | Francia        | 8 de septiembre - 14 de septiembre  | [ 18 ] |
| Germany P2       | Düsseldorf        | Alemania       | 22 de septiembre - 28 de septiembre |        |
| Rotterdam P1     | Róterdam          | Países Bajos   | 29 de septiembre - 5 de octubre     | [ 19 ] |
| Milano P1        | Milán             | Italia         | 6 de octubre - 12 de octubre        | [ 20 ] |
| NewGiza P2       | Guiza             | Egipto         | 27 de octubre - 1 de noviembre      | [ 21 ] |
| Dubai P1         | Dubái             | EAU            | 10 de noviembre - 16 de noviembre   | [ 22 ] |
| Mexico Major     | ?                 | México         | 24 de noviembre - 30 de noviembre   | [ 23 ] |
| Barcelona Finals | Barcelona         | España         | 8 de diciembre - 14 de diciembre    | [ 24 ] |

## Resultados

### Categoría masculina
Major
     P1
     P2
     Tour Finals
| Torneo            | Ganadores                          | Finalistas                         | Resultado       |
| ----------------- | ---------------------------------- | ---------------------------------- | --------------- |
| Riad              | Agustín Tapia Arturo Coello        | Franco Stupaczuk Juan Lebrón       | 6-3 / 5-7 / 6-3 |
| Gijón             | Francisco Cabeza Diego García      | Leonel Aguirre Gonzalo Alfonso     | 7-5 / 4-6 / 6-3 |
| Cancún            | Franco Stupaczuk Juan Lebrón       | Leonel Aguirre Gonzalo Alfonso     | 6-2 / 6-3       |
| Miami             | Alejandro Galán Federico Chingotto | Franco Stupaczuk Juan Lebrón       | 6-1 / 7-6(3)    |
| Santiago de Chile | Alejandro Galán Federico Chingotto | Franco Stupaczuk* Juan Lebrón      | 0-0 (*ret.)     |
| Doha              | Agustín Tapia Arturo Coello        | Alejandro Galán Federico Chingotto | 7-6 / 6-2       |
| Bruselas          | Agustín Tapia Arturo Coello        | Alejandro Galán Federico Chingotto | 2-6 / 6-4 / 6-1 |
| Asunción          | Alejandro Galán Federico Chingotto | Pablo Cardona Leo Augsburger       | 7-6(5)/6-1      |
| Buenos Aires      | Agustín Tapia Arturo Coello        | Lucas Bergamini Paquito Navarro    | 6-2 / 6-2       |
| Roma              | Alejandro Galán Federico Chingotto | Agustín Tapia Arturo Coello        | 6-3 / 7-5       |
| Valladolid        | Agustín Tapia Arturo Coello        | Franco Stupaczuk Juan Lebrón       | 7-5 / 6-4       |
| Burdeos           | Agustín Tapia Arturo Coello        | Alejandro Galán Federico Chingotto | 7-6(12) / 6-4   |
| Málaga            | Agustín Tapia Arturo Coello        | Alejandro Galán Federico Chingotto | 6-4 / 7-5       |
| Tarragona         | Agustín Tapia Arturo Coello        | Alejandro Galán Federico Chingotto | 7-6(3) / 7-5    |
| Madrid            |                                    |                                    |                 |
| París             |                                    |                                    |                 |
| Düsseldorf        |                                    |                                    |                 |
| Róterdam          |                                    |                                    |                 |
| Milán             |                                    |                                    |                 |
| Guiza             |                                    |                                    |                 |
| Dubái             |                                    |                                    |                 |
| México            |                                    |                                    |                 |
| Barcelona         |                                    |                                    |                 |

### Categoría femenina
Major
     P1
     P2
     Tour Finals
| Torneo            | Ganadoras | Finalistas | Resultado |
| ----------------- | --- | --- | --- |
| Riad              | Ariana Sánchez Paula Josemaría | Claudia Fernández Bea González* | 0-0 (ret*) |
| Gijón             | Gemma Triay Delfina Brea | Ariana Sánchez Paula Josemaría | 0-6 / 6-1 / 6-4 |
| Cancún            | Gemma Triay Delfina Brea | Sofia Araujo Marta Ortega | 6-3 / 6-1 |
| Miami             | Gemma Triay Delfina Brea | Ariana Sánchez Paula Josemaría | 2-6 / 6-1 / 6-4 |
| Santiago de Chile | La final enfrentaba a Ariana Sánchez y Paula Josemaría contra Gemma Triay y Delfina Brea, pero el partido se aplazó por lluvia y terminó siendo suspendido, con marcador 4-6 / 7-6(5). | La final enfrentaba a Ariana Sánchez y Paula Josemaría contra Gemma Triay y Delfina Brea, pero el partido se aplazó por lluvia y terminó siendo suspendido, con marcador 4-6 / 7-6(5). | La final enfrentaba a Ariana Sánchez y Paula Josemaría contra Gemma Triay y Delfina Brea, pero el partido se aplazó por lluvia y terminó siendo suspendido, con marcador 4-6 / 7-6(5). |
| Doha              | Gemma Triay Delfina Brea | Ariana Sánchez Paula Josemaría | 6-4 / 6-4 |
| Bruselas          | Ariana Sánchez Paula Josemaría | Gemma Triay Delfina Brea | 6-2 / 6-4 |
| Asunción          | Bea González Claudia Fernández | Gemma Triay Delfina Brea | 7-6 / 3-6 / 6-2 |
| Buenos Aires      | Ariana Sánchez Paula Josemaría | Claudia Fernández Bea González | 6-2 / 6-2 |
| Roma              | Gemma Triay Delfina Brea | Ariana Sánchez Paula Josemaría | 6-4 / 6-4 |
| Valladolid        | Ariana Sánchez Paula Josemaría | Claudia Fernández Bea González | 6-4 / 7-5 |
| Burdeos           | Sofia Araujo Andrea Ustero | Beatriz Caldera Carmen Goenaga | 7-5 / 2-6 / 6-2 |
| Málaga            | Claudia Fernández Bea González | Marta Ortega Tamara Icardo | 6-2 / 6-1 |
| Tarragona         | Gemma Triay Delfina Brea | Ariana Sánchez Paula Josemaría | 7-6 / 6-4 |
| Madrid            | | | |
| París             | | | |
| Düsseldorf        | | | |
| Róterdam          | | | |
| Milán             | | | |
| Guiza             | | | |
| Dubái             | | | |
| México            | | | |
| Barcelona         | | | |